# Лебедев, Георгий Глебович
Георгий Глебович Лебедев (ок. 1850 — 21 июня (4 июля) 1909) — русский минералог, заслуженный профессор, инспектор Горного института, редактор Горного журнала; действительный статский советник.

## Биография
Родился около 1850 года в семье священника Глеба Георгиевича Лебедева (ок. 1822 — 27.5.1870).
Для получения звания адъюнкта по кафедре минералогии и кристаллографии Горного института представил сочинение «Роговая обманка, скаполит, диопсид и ортоклаз с острова Олен (Ahlon)» (СПб.: тип. и хромолит. А. Траншеля, 1874. — 57 с. ) и работал в институте в течение 30 лет, получив звание заслуженного профессора; составил учебник минералогии (2 т. — Санкт-Петербург : тип. М. М. Стасюлевича, 1890—1891; 2-е изд., соверш. перераб. и доп. — Санкт-Петербург : тип. П. П. Сойкина, 1907). 
Умер 21 июня (4 июля) 1909 года. Похоронен на Волковском православном кладбище.

## Семья
Женился 9 ноября 1875 года на дочери коллежского советника Марии Петровне Германовой. Их дочь — Наталья (15.12.1877—?).
Второй раз женился 24 апреля 1883 года на дочери протоиерея Елене Николаевне Белороссовой.